# Citrus Park, Florida
Citrus Park är en ort (CDP) i Hillsborough County, i delstaten Florida, USA. Enligt United States Census Bureau har orten en folkmängd på 24 252 invånare (2010) och en landarea på 26,3 km².